# Frédéric Pardo
Frédéric Pardo (1944 – 19. prosince 2005) byl francouzský malíř. Jeho kmotrem byl Jean-Paul Sartre. Byl blízkým přítelem režiséra Philippa Garrela, účastnil se například natáčení jeho filmu Le Lit de la Vierge, během kterého sám natočil krátký dokumentární snímek Home Movie. Později sám dostal menší roli v Garrelově filmu Le Berceau de cristal (1976). Zemřel roku 2005 po dlouhé nemoci. Garrel se Pardem později do značné míry inspiroval ve svém filmu Un été brûlant (2011).